# Castiglione d'Orcia
Castiglione d'Orcia là một đô thị ở tỉnh Siena trong vùng of Toscana của Ý, có cự ly khoảng 90 km về phía đông nam của Florence và khoảng 40 km về phía đông nam của Siena, trong Val d'Orcia, gần Via Cassia.
Castiglione d'Orcia giáp các đô thị: Abbadia San Salvatore, Castel del Piano, Montalcino, Pienza, Radicofani, San Quirico d'Orcia, Seggiano.